# توماس جونز (لاعب كرة قدم)
توماس جونز (بالإنجليزية: Thomas Jones)‏ (و. 1978  م) هو لاعب كرة قدم أمريكية، من الولايات المتحدة، يلعب كراكض للخلف ‏.

## التعليم
تعلم في Union High School (Big Stone Gap, Virginia) ‏.

## وصلات خارجية
- توماس جونز على موقع IMDb (الإنجليزية)
- توماس جونز على موقع قاعدة بيانات الفيلم (الإنجليزية)
- توماس جونز على موقع إي إس بي إن.كوم (أن.أف.أل)3
- توماس جونز على موقع مرجع كرة القدم المحترفة.كوم (الإنجليزية)
- توماس جونز على موقع قاعة فرجينيا للمشاهير الرياضية (الإنجليزية)